# Kolokumes
Els kolokumes són els membres d'un clan ijaw que viuen a la riba del riu Nun, a l'estat de Bayelsa, al sud de Nigèria. Els kolokumes parlen un dialecte de la llengua izon, concretament el 1991 hi havia 100.000 parlants del dialecte kalakuma. Entre els assentaments kolokumes hi ha:Seibokorogha, Odi, Okoloba, Igbedi i Kaiama. La posició geogràfica del clan kolokuma ha provocat que interaccionin activament amb els pobles veïns: els meins, els tarakiris occidentals, els isokos i els igbos ndokwes. Els kolokumes van estar involucrats amb guerres contra els bomes i els oyakiris. El déu tribal dels kolokumes és Egbesu. Tradicionalmetn, la tribu ha estat sota el domini de l'alt sacerdot d'aquest déu, que tenia el rol d'autoritat central. Els kolokumes són sobretot pescadors i agricultors.

## Història i orígens
L'origen del terme Kolokuma prové de Kala-Okun, un dels fills més grans d'Ujo. Aquest va romandre més temps que els seus germans amb el seu pare i posteriorment va fundar l'assentament de Kala-Okun-ama (nom que es va quedar com Kolokuma) a la proximitat de la ciutat del seu pare. Kala-Okun va dividir els seus descendents en diverses línies de llinatge: Burudani, Abadani, Isedani, Oloudani, Ofodani, Egbebiridani, Opoidani, Osumadani i Egbedani. Alguns d'aquests descendents van tornar cap al rierol Igbedi per a fundar-hi nous assentaments.
La dissort d'aquests llinatges fou diversa; alguns van desaparèixer, víctimes de desastres naturals, o de ser capturats per a ser esclaus o foren absorbits per altres grups humans i altres van continuar existint. Per exemple, una secció del llinatge Isedani va migrar cap a la costa i va fundar Bonny. Umuoru és una altra ciutat fundada per descendents dels kolokumes, tot i que aquests van passar a parlar igbo perquè es van unir en matrimoni amb igbos.
Els kolokumes es van originar abans del segle xiv. Es creu que ja existien entre el segle viii i el segle xii a la ciutat mítica d'Ujo. A partir del 1200 van començar a emigrar i a establir-se de manera separada com a clan kolokuma.